# Mankas Corner
Mankas Corner est une census-designated place du comté de Solano, dans l'État de Californie, aux États-Unis,.